# Municipio de Alba (Minnesota)
El municipio de Alba (en inglés: Alba Township) es un municipio ubicado en el condado de Jackson en el estado estadounidense de Minnesota. En el año 2010 tenía una población de 170 habitantes y una densidad poblacional de 1,86 personas por km².

## Geografía
El municipio de Alba se encuentra ubicado en las coordenadas 43°43′13″N 95°23′14″O / 43.72028, -95.38722. Según la Oficina del Censo de los Estados Unidos, el municipio tiene una superficie total de 91.34 km², de la cual 91,29 km² corresponden a tierra firme y (0,05 %) 0,05 km² es agua.

## Demografía
Según el censo de 2010, había 170 personas residiendo en el municipio de Alba. La densidad de población era de 1,86 hab./km². De los 170 habitantes, el municipio de Alba estaba compuesto por el 98,82 % blancos y el 1,18 % eran de una mezcla de razas. Del total de la población el 0 % eran hispanos o latinos de cualquier raza.